# Рутовик альпійський
Рутовик альпійський (Callianthemum coriandrifolium) — вид квіткових рослин з родини жовтецевих (Ranunculaceae).

## Опис
Багаторічна пучкова трав'яна короткокореневищна рослина з нетривалим життєвим циклом, 5–35 см заввишки. Стебла зазвичай поодинокі, малорозгалужені, лежачі, висхідні чи прямовисні, округлі в перетині, голі. Листки на довгих ніжках, сизуваті, двопірчастоскладні, яйцеподібні; листочки пірчастороздільні, прикореневі 15–60 × 8–35(40) мм; стеблових листків 1–2, схожі на прикореневі, але дрібніші, менше розділені, сидячі чи іноді на коротких ніжках. Квітконосний пагін 11–17 см заввишки, похилий, несе одну (рідко дві чи три) квітку. Квітки 15–25(30) мм у діаметрі; листочків оцвітини 6–13, вони оберненояйцеподібні, білі, з жовтою плямою при основі; є не менше 5 зеленуватих чашолистків; тичинки численні. Плід (сім'янка) округлий, голий, не блискучий, зморшкуватий, жовтувато чи блідо-коричневий і частково фіолетуватий на верхівці, 3–4 × 2.2–2.5 мм, з коротким носиком. 2n=16.

## Поширення
Росте в Європі (Австрія, Словаччина, Франція, Німеччина, Італія, Польща, Румунія, Іспанія, Швейцарія, Боснія та Герцеговина, ).
В Україні вид приурочений до рівної ділянки на гребені Чорногірського хребта на висоті 2000 м н.р.м. У ЧКУ має статус «вразливий».

## Використання
Callianthemum coriandrifolium зрідка використовують як декоративну рослину, особливо в альпінарії.